# Primera División de Noruega
La Primera División de Noruega (oficialmente y en noruego: 1. divisjon), también conocida desde 2015 por motivos de patrocinio como OBOS-Ligaen, es la segunda categoría del fútbol de Noruega. Los equipos que descienden de la Eliteserien (máxima categoría), y los que ascendieron de la 2. divisjon (tercera categoría), participan de esta liga.

## Sistema de competición
La Adeccoligaen está integrada por dieciséis clubes, que se enfrentan todos entre sí dos veces en la temporada (ida y vuelta). El campeonato empieza en abril y termina en noviembre. En esta liga, al igual que en otras se otorgan tres puntos por victorias, uno por empate y cero por derrota.

Al fin de la temporada el equipo con más puntos es consagrado campeón y asciende, el segundo posicionado también logra el ascenso mientras que del tercero al sexto juegan play-off para determinar el tercer ascenso. Los cuatro últimos descienden de categoría, a la Oddsenligaen.

## Equipos de la temporada 2025
| Equipo          | Ciudad       | Estadio                      | Capacidad |
| --------------- | ------------ | ---------------------------- | --------- |
| Aalesunds FK    | Ålesund      | Color Line Stadion           | 10 778    |
| Åsane Fotball   | Åsane        | Åsane Arena                  | 3 300     |
| Egersunds IK    | Egersund     | B&G Parken                   | 1 200     |
| IL Hødd         | Ulsteinvik   | Nye Høddvoll                 | 4 081     |
| Kongsvinger IL  | Kongsvinger  | Gjemselund Stadion           | 5 824     |
| Lillestrøm SK   | Lillestrøm   | Åråsen Stadion               | 12 250    |
| FC Lyn Oslo     | Oslo         | Bislett Stadium              | 15 400    |
| Mjøndalen IF    | Mjøndalen    | Consto Arena                 | 4 200     |
| Moss FK         | Moss         | Melløs-Stadion               | 2 373     |
| Odds BK         | Skien        | Skagerak Arena               | 11 767    |
| Ranheim Fotball | Ranheim      | EXTRA Arena                  | 3 000     |
| Raufoss IL      | Raufoss      | NAMMO Stadion                | 3 042     |
| Skeid Fotball   | Oslo         | OBOS Idrettspark Nordre Åsen | 1 486     |
| Sogndal Fotball | Sogndal      | Fosshaugane Campus           | 5 622     |
| Stabæk IF       | Bærum        | Nadderud Stadion             | 4 938     |
| IK Start        | Kristiansand | Sparebanken Sør Arena        | 14 448    |

## Palmarés
El tercer lugar disputa una promoción con el antepenúltimo colocado de la Eliteserien por un cupo en la máxima categoría.
| Temporada | Campeón            | Subcampeón         | Tercer lugar - Playoffs |
| --------- | ------------------ | ------------------ | ----------------------- |
| 1997      | Vålerenga Oslo     | Moss               | Eik-Tønsberg            |
| 1998      | Odd Grenland       | Skeid Oslo         | Kjelsås                 |
| 1999      | Haugesund          | Bryne              | Start Kristiansand      |
| 2000      | Lyn Oslo           | Strømsgodset       | Sogndal                 |
| 2001      | Vålerenga Oslo     | Start Kristiansand | Hamarkameratene         |
| 2002      | Tromsø             | Aalesund           | Sandefjord              |
| 2003      | Hamarkameratene    | Fredrikstad        | Sandefjord              |
| 2004      | Start Kristiansand | Aalesund           | Kongsvinger             |
| 2005      | Stabæk             | Sandefjord         | Moss                    |
| 2006      | Strømsgodset       | Aalesund           | Bryne                   |
| 2007      | Molde              | Hamarkameratene    | Bodø/Glimt              |
| 2008      | Odd Grenland       | Sandefjord         | Start Kristiansand      |
| 2009      | Haugesund          | Hønefoss           | Kongsvinger             |
| 2010      | Sogndal            | Sarpsborg 08       | Fredrikstad             |
| 2011      | Hønefoss           | Sandnes Ulf        | Sandefjord              |
| 2012      | Start Kristiansand | Sarpsborg 08       | Sandefjord              |
| 2013      | Bodø/Glimt         | Stabæk             | Hødd                    |
| 2014      | Sandefjord         | Tromsø             | Mjøndalen IF            |
| 2015      | Sogndal            | Brann Bergen       | Kristiansund BK         |
| 2016      | Kristiansund BK    | Sandefjord Fotball | FK Jerv                 |
| 2017      | FK Bodo Glimt      | IK Start           | Mjøndalen IF            |
| 2018      | Viking Stavanger   | Mjøndalen IF       | Aalesunds FK            |
| 2019      | Aalesunds FK       | Sandefjord Fotball | IK Start                |
| 2020      | Tromso IL          | Lillestrom SK      | Sogndal Fotball         |
| 2021      | Hamarkameratene    | Aalesunds FK       | FK Jerv                 |
| 2022      | SK Brann           | Stabæk IF          | IK Start                |
| 2023      | Fredrikstad FK     | KFUM Oslo          | Kongsvinger IL          |
| 2024      | Valerenga IF       | Bryne FK           | Moss FK                 |